# Alfred Leverkus
Alfred Wilhelm Leverkus (* 5. April 1873 in Leverkusen; † im 20. Jahrhundert) war ein deutscher Chemieunternehmer.

## Leben
Alfred Leverkus wurde als Sohn des Chemieunternehmers Karl Wilhelm Emil Leverkus (1845–1925) und Enkel des Chemieunternehmers und Namensgeber der Stadt Leverkusen Carl Leverkus geboren. Nach dem Besuch des Gymnasiums in Köln-Mülheim studierte er an den Universitäten Bonn und München. In Bonn wurde er 1894 Mitglied des Corps Palatia.
Nach dem Studium sammelte er erste berufliche Erfahrungen in in- und ausländischen Industrieunternehmen. Nachdem er den Militärdienst als Einjährig-Freiwilliger geleistet hatte, war er Direktor von 1900 bis 1930 und Vorstand in der Vereinigte Ultramarinfabriken AG vorm. Leverkus, Zeltner und Consorten. In den Zeitraum seiner Unternehmensführung fielen 1906 der Erwerb der Ultramarinfabrik in Duisburg sowie der Verkauf des von seinem Großvater gegründeten Leverkusener Werkes an die Friedr. Bayer & Co., der in mehreren Schritten erfolgte und 1917 vollzogen war.